# Ctesibius (cràter)
Ctesibius és un petit cràter d'impacte que es troba prop de l'equador, a la cara oculta de la Lluna, situat entre el cràter més gran Abul Wafa (cap a l'oest) i el cràter lleugerament més petit Heron (cap a l'est).

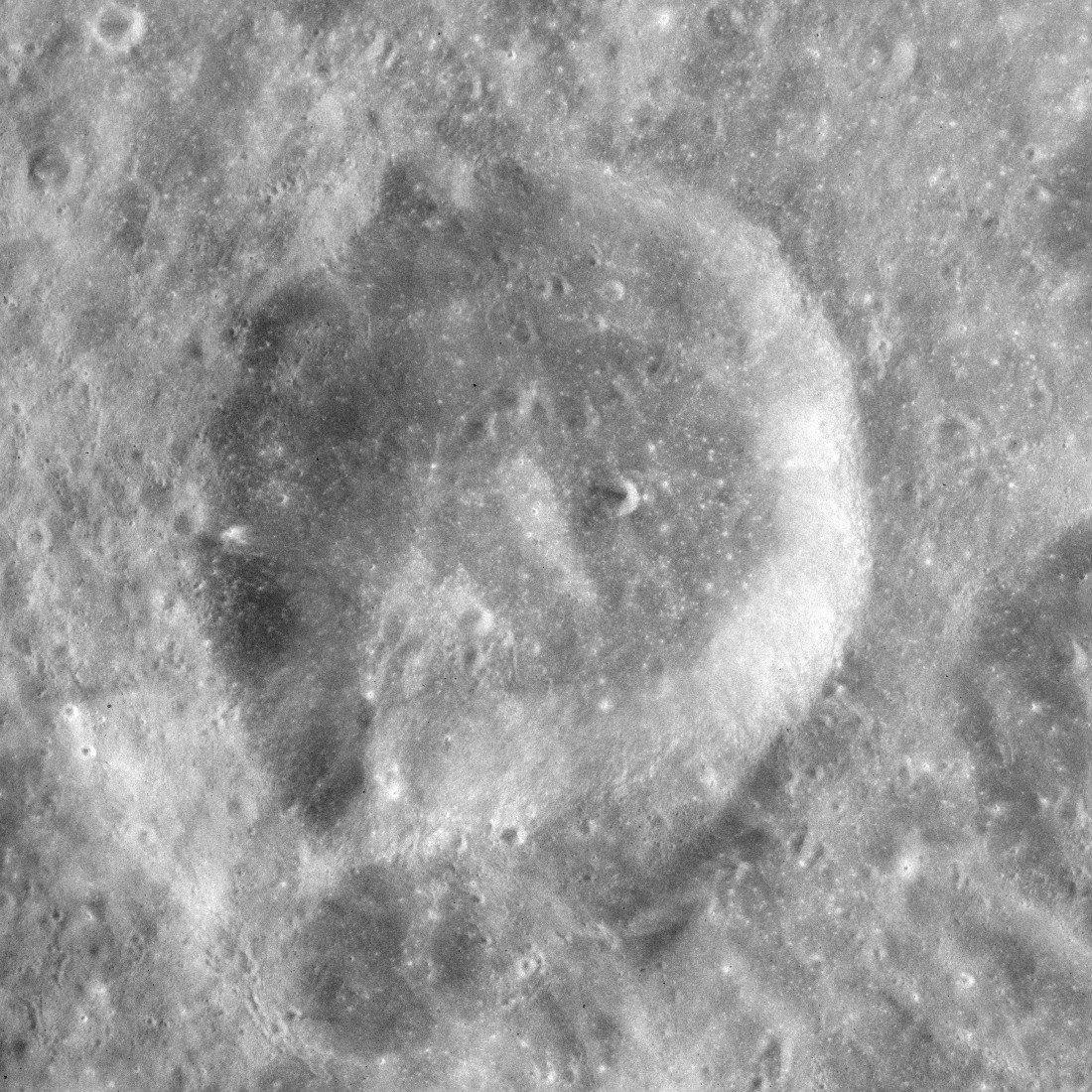
Imatge de l'Apollo 16

La paret exterior de Ctesibius és àmplia i de vores esmolades, amb poca erosió. La vora sud es baixa i es corba cap al sud-sud-est. La plataforma central interior és relativament plana, presenta una cresta baixa. Es poden veure rastres febles d'un sistema de marques radials del cràter Necho (situat a sud-est) que apareixen en el fons i en la vora occidental.